# 中村泰人
中村 泰人（なかむら やすひと、1965年5月10日 - ）は、NHKのシニアアナウンサー。

## 人物
青森県立弘前高等学校、筑波大学卒業後1988年入局。
最初の東京勤務以降スポーツアナウンサーとして、実況や報道番組のスポーツコーナーキャスターなどで活躍している。主に若手から中堅にかけては、メジャーリーグやサッカー、テニスを中心に実況していた。その為、高校野球中継には、2011年の大会で当時46歳にして、初めてテレビ実況を担当するまで、テレビで実況することがなかった。ここ最近では逆にサッカーやテニス中継の実況頻度は減少しており、高校野球やメジャーリーグをメインとしている。

## 現在の担当番組
- スポーツ中継（サッカー、MLB、テニスなど）
- ラジオニュース（不定期）

## 過去の出演番組
- NHKニュースおはよう日本（1995年4月 - 1997年3月、平日スポーツコーナー。東京アナウンス室時代）
- 静岡県のニュース・中継・リポート
- 6時です、きょうの静岡（隔週キャスター、静岡局時代（1度目））
- ニュースしずおか845（不定期）
- はぴはぴテレビ（編集責任者、佐賀局時代（1度目））
- 佐賀県のニュース
- 放送部副部長（アナウンス統括）
- 佐賀放送局制作番組の編集責任者
- 北京パラリンピック（東京のスタジオキャスター。G-Media出向時代）
- ことばおじさんのナットク日本語塾「アナウンサーの方言ファイル・青森県」（2010年3月放送。G-Media出向時代）
- Jリーグタイム
- NHK BSニュース（不定期）
- さらさらサラダ静岡・ひるしず（編集責任者、静岡局時代（2度目））
- たっぷり静岡（編集責任者・キャスター代行、スポーツコーナー担当）
- おはよう静岡（不定期）
- ニュースしずおか845（不定期）
- ニュースしずおか645（不定期）
- 静岡県のニュース
- 放送部副部長（アナウンス統括）
- ひるまえ情報便（編集責任者、佐賀局時代（2度目））
- スポーツ中継（サッカー、MLB、NFL、高校野球、テニスなど）
- 佐賀県のニュース
- ニュースただいま佐賀（編集責任者、キャスター代行、スポーツコーナー担当）
- はっけんTV・佐賀（編集責任者）
- ニュースおかえり佐賀845（不定期）
- 放送部副部長（アナウンス統括）
- 緊急報道（佐賀放送局発）
- 佐賀放送局制作番組の編集責任者
- 20時、21時、23時、午前0時のラジオニュースキャスター（不定期）
- マイあさ!（スポーツキャスター、吉松欣史の代理、2022年5月30日 - 6月3日、8月29日 - 9月2日）※同期間、同じく吉松欣史が担当するひるのいこいも代行した。
- ニュース845宮崎（宮崎放送局への応援、2022年12月12日-14日）
- 宮崎県のニュース（宮崎放送局への応援、2022年12月15日）
- 九州・沖縄のニュース（福岡放送局への応援、2025年2月1日-2日、4月13日-14日）